# Julie von Voss
Julie Amalie Elisabeth von Voss, hraběnka z Ingenheimu (24. července 1766 – 25. března 1789) byla německá dvorní dáma a manželka pruského krále Fridricha Viléma II., u kterého byla díky sňatku s ní odhalena jeho bigamie.

## Život
Julie byla dcerou diplomata Fridricha Kristiána von Vosse a Amalie Otylie von Vieregg. Její strýc byl komorníkem královny. V roce 1783 se stala dvorní dámou pruské královny Frederiky Luisy.
Julii se ve dvoře přezdívalo Miss Bessy, jelikož se nepovažovala ani za chytrou, ani za krásnou. Okolí fascinovala především tím, že odmítala královy návrhy. K "obětování se pro vlast" a přijetí krále ji přesvědčil její příbuzný, hrabě Finckenstein, který si přál nahradit Vilemínu z Lichtenau, a jako argument uvedl, že se jí podaří krále zachránit před špatnou společností jeho okruhu. Nabídku přijala pod podmínkou, že by měl být získán souhlas královny s nerovnoměrným sňatkem s králem, aby se ulevilo jejímu svědomí.
Julie se za Fridricha provdala v kapli zámku Charlottenburg dne 7. dubna 1787. Po sňatku získala titul hraběnky z Ingenheimu. Ze svých nových poměrů prý nebyla šťastná, ke královně se vždy chovala s jemným respektem a nikdy se nesnažila vžít se do role královny.
O dva roky později zemřela Julie na tuberkulózu pouhé dva měsíce po porodu syna Gustava Adolfa (1789–1855).